# Adriano Diena
Adriano Diena (Venezia, 10 giugno 1857 – Conegliano, 3 maggio 1943) è stato un politico italiano.

## Biografia
Figlio di Marco e Chiara Norsa, proveniva da un'illustre famiglia ebraica di giuristi: il padre, avvocato e fervente patriota, fu presidente della locale Cassa di Risparmio e prese parte alla politica amministrativa come consigliere comunale e provinciale; il fratello Giulio fu un esperto di diritto internazionale e insegnò all'università di Pavia; un cenno merita anche la sorella Emma, madre dell'economista Marco Adriano Fanno e dell'ingegnere Gino Girolamo Fanno.
Lo stesso Adriano fu uno degli avvocati più in vista della città.
Prima di entrare in Senato era stato attivo nella Consiglio provinciale di Venezia come consigliere (1899 - 1917), vicepresidente (14 agosto - 18 ottobre 1905) e presidente (18 ottobre 1905 - 1914).
Mantenne la propria carica (che durava a vita) anche dopo la promulgazione delle leggi razziali, ma di fatto subì una graduale estromissione dalle attività parlamentari - sorte che toccò anche agli altri otto senatori israeliti. Costretto ad abbandonare la professione di avvocato, visse gli ultimi anni di vita in ritiro a Conegliano.